# معركة الفردان
معركة الفردان، هي إحدى معارك الهجوم الإسرائيلي المضاد الذي وقع يوم 8 أكتوبر 1973. حدثت المعركة شرق الإسماعيلية بقطاع الفردان وانتهت بهزيمة اللواء 217 مدرع الاحتياطي الإسرائيلي.

## خلفية تاريخية
بُناء على تعليمات شموئيل غونين قائد المنطقة الجنوبية، التي تقضي بالتوجه جنوباً نحو الدفرسوار والاستيلاء على كوبري مصري سليم عند نقطة الفردان الحصينة «هيزايون» والتي لم تكن قد سقطت بعد، أمر الجنرال أدان قائد الفرقة 162، العقيد غابي آمير (قائد اللواء 460 مدرع) بالتحرك بلوائه إلى قطاع الفردان لتحرير نقطتي هيزايزن وبوركان وفي نفس الوقت أمر العقيد نيتكا نائير بالتمركز بلوائه المدرع (اللواء 217 احتياطي) أمام قطاع القنطرة وتنظيم قواته للتقدم جنوباً حين تصدر له أوامر بذلك.
وعندما فشل لواء غابي في مهمته، أمر الجنرال أدان العقيد نيتكا بترك كتيبة من لوائه أمام القنطرة والتحرك بكتيبتين تجاه قطاع الفردان لتعزيز لواء غابي وإعادة حشد هذه القوة مع المتبقي من لواء غابي استعداداً للهجوم الرئيسي على الطريق الممهد والمتفرع من الطريق العرضي رقم 3 (طريق عرام) إلى الفردان.

## المعركة
كانت قوات الإشارة المصرية قد التقطت رسالة لاسلكية بعث بها نيكتا إلى قيادته تفيد استعداده لبدء الهجوم بعد عشرين دقيقة تجاه الفردان بأقصى سرعة ونظراً لضيق الوقت قرر قائد الفرقة الثانية مشاة العميد حسن أبو سعدة، استدراج القوات المدرعة الإسرائيلية المُهاجمة إلى أرض قتل داخل رأس كوبري الفرقة، بالسماح لها بالتقدم مسافة 3 كم حيث قَدَرَ أنها ستوجه ضربتها نحو نقطة الاتصال بين لوائي النسق الأول لفرقته وبعدما تتقدم القوات الإسرائيلية كما هو مخطط، سيهاجمها لواء النسق الثاني للفرقة (لواء المشاة الميكانيكي) ولواء الفرقة المدرع (اللواء 24 مدرع الاحتياطي) بالإضافة إلى قوات احتياطية أخرى مع توجيه احتياطي النسق الأول المضاد للدبابات لاحتلال الخطوط الجانبية لأرض القتل التي اختيرت لتكون وسط رأس كوبري الفرقة وفي نفس الوقت ستغلق الكتيبة اليمنى من لواء النسق الأول، الذي سيجرى اختراقها كما هو مخطط، الطريق على الرجعة على القوات الإسرائيلية وبالتالي حصارها تماماً.
في الساعة 12:00 ظهراً تقدمت القوات الإسرائيلية المدرعة بسرعة كبيرة وتركتها الكتيبة اليمنى تخترق خطوطها حتى تقع في الكمين المُعد ومن ثمّ قطع طريق الرجوع عليها ولما دخلُت الدبابات الإسرائيلية أرض القتل وخلال 13 دقيقة كانت أطقم اقتناص الدبابات قد هاجمت الدبابات الإسرائيلية من الخلف ودمرت معظمها، كما نجحت في أسر 8 دبابات سليمة.

## نتيجة المعركة
بنهاية الهجوم الإسرائيلي على القنطرة والفردان، خسر لواء نيتكا وغابي ما مجموعه 75 دبابة كما أسرت 8 دبابات سليمة، لم يتبق سوى أربع دبابات فقط من أصل 50 دبابة من كتيبتي نيتكا بما فيها دباباته وأُسرّ قائد إحدى هاتين الكتيبتين، المقدم عساف ياجوري قائد الكتيبة 113.
نتيجة هذه الخسائر، اضُطرّ اللواء أدان إلى إصدار أوامره بانسحاب ما تبقى من لواء نيتكا وغابي وكذلك لواء آرييه إلى الشرق نحو الطريق العرضي رقم 3 واحتلال المواقع المجهزة في العمق.

## الدعاية
كان عساف ياجوري برتبة مقدم حينما قاد الكتيبة 113 التابعة للواء 217 (لواء نيتكا) وقد مرت كتيبته على كمين رمانة لكن أفراد الكمين المصري لم يتعرضوا لها وقد رجعت الكتيبة للمعاونة في تصفية الكمين المصري وخلال معركة الفردان، أصيبت دبابة ياجوري واضطر لإخلائها مع باقي أفراد الطاقم واتجه نحو حفرة ليحتمي بها، لكنه وقع في الأسر وكان آسره هو ضابط الصاعقة فاروق فؤاد حسن سليم، لكن نظراً لاحتفاظ المقدم (وقتها) يسري عمارة ببعض متعلقاته مثل مسدسه الشخصي (المعروض حالياً بالمتحف الحربي بالقلعة) فقد نُسبّ إليه أسر ياجوري وفي بعض اللقاءات الإعلامية ظهر العميد يسري عمارة وهو يحمل هوية شخصية ادعى أنها لياجوري، لكن اتضح أنها لسائق دبابته، ياخئيل هورفيتز والذي قُتل رمياً بالرصاص قبل أن يصل إلى الحفرة التي يختبأ ياجوري بها.
ضخمّ الإعلام المصري من رتبة عساف ياجوري فرفعها من مقدم إلى رتبة عقيد وكذلك ضخم حجم قوته ليجعلها لواء مدرع باسم (اللواء 190 مدرع) وهو لواء وهمي فلم يسبق أن وُجدّ لواء مدرع إسرائيلي بهذا الاسم حتى اليوم وقد ذكرت شاهيناز راغب مديرة البرنامج العبري الأسبق بالإذاعة المصرية أن إسرائيل نفت أسر عساف ياجوري وهو أمر لم يثبت صحته، مما اضطرهم إلى تسجيل لقاء إذاعي معه لتفنيد النفي الإسرائيلي. عقب انتهاء الحرب نشرت الصحف الإسرائيلية تفاصيل أسر ياجوري ومعاملته خلال الأسر ونشرت صوراً له خلال الأسر وصورة لدبابته المصابة يقف بجوارها العميد حسن أبو سعدة، كما أشارت أن الحسنة الوحيدة التي تلقاها ياجوري خلال أسره هي رتبة عقيد التي أنعم الإعلام المصري بها عليه. وهي الرتبة التي سخرت منها مجلة آرمور أيضاً.
خلال اللقاء الإذاعي المصري الذي جري مع ياجوري وحينما سُئل عن رتبته، قال ياجوري: سجان ألوف وهي تعني بالعبرية رتبة مقدم في الجيش الإسرائيلي، لكنها تُرجمت إلى عقيد ومن ثّمّ ذُكرت على هذا النحو في الصحف المصرية ولدى بعض العسكريين المصريين، بالإضافة إلى ذلك نسب الإعلام المصري إليه أقوالاً غير دقيقة، ذكر أن مصدرها صحيفة معاريف ومذكراته بالرغم من أنه لم يكتب أي مذكرات في حين ذكر ياجوري لصحيفة «هذا العالم» العبرية أنه تعرض للضرب خلال التحقيق.
ظل ياجوري أكبر أسير إسرائيلي من حيث الرتبة من ضمن 293 أسير إسرائيلي سقطوا على الجبهتين المصرية والسورية وعاد إلى إسرائيل بعد 46 يوماً من الأسر.